# Matula (Film)
Matula ist ein deutscher Fernsehfilm aus dem Jahr 2017 und ein Ableger der Krimiserie Ein Fall für zwei, in welcher der Protagonist Matula zuletzt 2013 zu sehen war. Erstausstrahlung im ZDF erfolgte am 14. April (Karfreitag) 2017.

## Handlung
Nachdem Dr. Markus Lessing nach Südamerika ausgewandert ist und Matulas Loft durch einen Brand zerstört wurde, inseriert Matula weiterhin als Privatdetektiv und arbeitet als Kaufhausdetektiv in Frankfurt. Eines Tages, nachdem er gerade entlassen wurde, bekommt er Besuch von Dr. Claas Jessen, der ihn beauftragt, in Cuxhaven Frau Prof. Agathe Wolert, einer alten Bekannten von ihm, zu helfen. Jene Bekannte ist emeritierte Professorin, die in einer Seniorenresidenz in Cuxhaven lebt. Matula macht sich mit seinem Wohnmobil auf den Weg dorthin und wird von einem blinden Passagier begleitet: einem Hund, genauer gesagt, einem Terrier. Dieser will ihm nicht von der Seite weichen, sodass Matula das Tier etwas unfreiwillig bei sich aufnimmt. Als Matula und der Terrier in der Seniorenresidenz eintreffen, wird Agathe Wolert tot aufgefunden. Matula muss im Auftrag von Dr. Claas Jessen den Tod aufklären und mutmaßt dabei, dass die Tote einen Umweltkomplott verhindern wollte.
Matula sucht das Institut auf, in dem die Frau zuletzt gearbeitet hat, und lernt dort ihren Nachfolger Prof. Lech samt dessen vermeintlicher Doktorandin Helen Petersen kennen. Prof. Lech wird von der Umweltschützerin Ann-Gret Dahus vorgeworfen, „bezahlt“ zu sein. Matula durchsucht heimlich das Zimmer von Prof. Wolert und findet die Rohdaten einer Studie. Eine Bewohnerin der Residenz verrät ihm, dass Prof. Wolert zuletzt von einer jungen Frau besucht wurde. Im Gespräch mit der Umweltschützerin erfährt Matula, dass die Rohdaten dem späteren Ergebnis der Studie widersprechen. Nach Rückkehr zu seinem Wohnmobil werden ihm die Rohdaten mit Gewalt abgenommen. Prof. Lech bestreitet nicht, die Studie verfälscht zu haben, sondern meint, Prof. Wolert half ihm dabei, alles sei zum Wohle des Instituts und erwähnt beiläufig eine Heike. Der Auftraggeber von Matula, von dem sich zwischenzeitlich herausgestellt hat, dass er unter falschen Namen aufgetreten ist, beendet den Auftrag.
Matula ist nun erst recht interessiert. Bei einer Online-Suche erfährt er, dass Prof. Wolert zusammen mit Heike Petersen veröffentlicht hat. Er macht ihre Privatadresse ausfindig und trifft dort auf Helen Petersen, welche die Tochter der vor Jahren durch Freitod verstorbenen Heike Petersen ist. Heike Petersen hatte früher mit Wolert und Lech und einer vierten Person zusammengearbeitet. Helen Petersen gibt zu, dass sie die letzte Besucherin bei Prof. Wolert war, und dass der Tod ein Unfall war. Nach einem gemeinsamen Einbruch beim früheren Hausarzt der Mutter stellt sich heraus, dass diese vergewaltigt worden war.
Als er sich mit Lech treffen wollte, wird der tot in seiner Wohnung aufgefunden. Es scheint so, als wäre er durch Suizid gestorben, allerdings läuft gerade ein Mann aus dem Haus. Aus einem alten Zeitungsartikel mit Fotos geht hervor, dass die vierte Person Dr. Klaus Arendt ist, sein Auftraggeber. Matulas Wohnmobil geht in Flammen auf.
Helen Petersen findet heraus, dass die damalige Frauenbeauftragte Ann-Gret Dahus war. Matula schafft es gerade noch zu verhindern, dass diese in einem durch Arendt inszeniertem Unfall stirbt. Nun ist klar, dass Arendt der Vergewaltiger war und seine dunkle Vergangenheit zu vertuschen sucht, da sonst seine Politikerkarriere vorbei ist.
Arendt entführt Matula auf sein Boot und wirft ihn in die Nordsee. Matula überlebt jedoch und erwacht bei Ebbe im Watt. Er rennt an Land, um Helen zu retten. Er findet Helen nicht im Haus, stattdessen jedoch seinen Hund, der ihn zu Helen führt, die gefesselt am Strand im Sand liegt. Arendt gräbt außer Sichtweite ein Loch, mit der Absicht Helens Leiche darin zu begraben. Matula kann Helen befreien, doch Arendt überrascht sie und richtet seine Waffe gegen sie. Der Hund greift daraufhin Arendt an und beißt ihm in den Arm, woraufhin der die Waffe fallen lässt. Helen nimmt sie an sich und zwingt ihren Vater, ins Watt zu laufen.
Am Ende des Films fährt Matula mit dem Hund auf einer Fähre zurück aufs Festland und beschließt dabei dem Hund, nachdem sie so viel gemeinsam erlebt haben, einen Namen zu geben. Er tauft das Tier Dr. Renz, was eine Anspielung auf den ersten Anwalt ist, mit dem Matula in den 1980er Jahren zusammen ermittelt hat: Dr. Dieter Renz.

## Hintergrund
Die Handlung des Films spielt hauptsächlich in Bremerhaven.
Matulas letzter Fall in der Serie Ein Fall für zwei war die im März 2013 ausgestrahlte Folge Letzte Worte. Gärtner hatte bis dahin in insgesamt 300 Folgen seit 1981 ermittelt, also schon 32 Jahre, als er 2013 im Alter von 70 Jahren aus der Serie ausstieg. Mit seiner Rolle war er eines der beliebtesten Fernsehgesichter und einer der dienstältesten Ermittler im deutschen Fernsehen.